# Rajd Maroka 1972
Rajd Maroka 1972 (15. Rallye du Maroc) – rajd samochodowy rozgrywany w Maroku od 27 do 30 kwietnia 1972 roku. Była to czwarta runda Międzynarodowych Mistrzostw Producentów w roku 1972. Rajd został rozegrany na nawierzchni szutrowej i asfaltowej.

## Wyniki końcowe rajdu[1]
| Msc. | Kierowca         | Pilot                 | Samochód                          | Czas     | Strata   |
| ---- | ---------------- | --------------------- | --------------------------------- | -------- | -------- |
| 1.   | Simo Lampinen    | Sölve Andreasson      | Lancia Fulvia 1.6 Coupé HF        | 19:42:01 | -        |
| 2.   | Bob Neyret       | Jacques Terramorsi    | Citroën DS 21 Proto Chassis Court | 20:14:31 | +32:30   |
| 3.   | Raymond Ponnelle | Pierre de Serpos      | Citroën DS 21                     | 20:28:39 | +46:38   |
| 4.   | Jacques Dupré    | Gérard Desgrippes     | Renault 16 TS                     | 24:49:50 | +5:07:49 |
| 5.   | C. Bacchy        | Richard Puigségur     | Peugeot 404                       | 27:04:20 | +7:22:19 |
| 6.   | Claudine Bouchet | Marie-Odile Desvignes | Renault 16 TS                     | 28:19:39 | +8:37:38 |